# Haugland (Radøy)
Haugland este o localitate din comuna Radøy, provincia Hordaland, Norvegia, cu o suprafață de 0,73 km² și o populație de 444 locuitori (2013).